# Yellowstonská kaldera

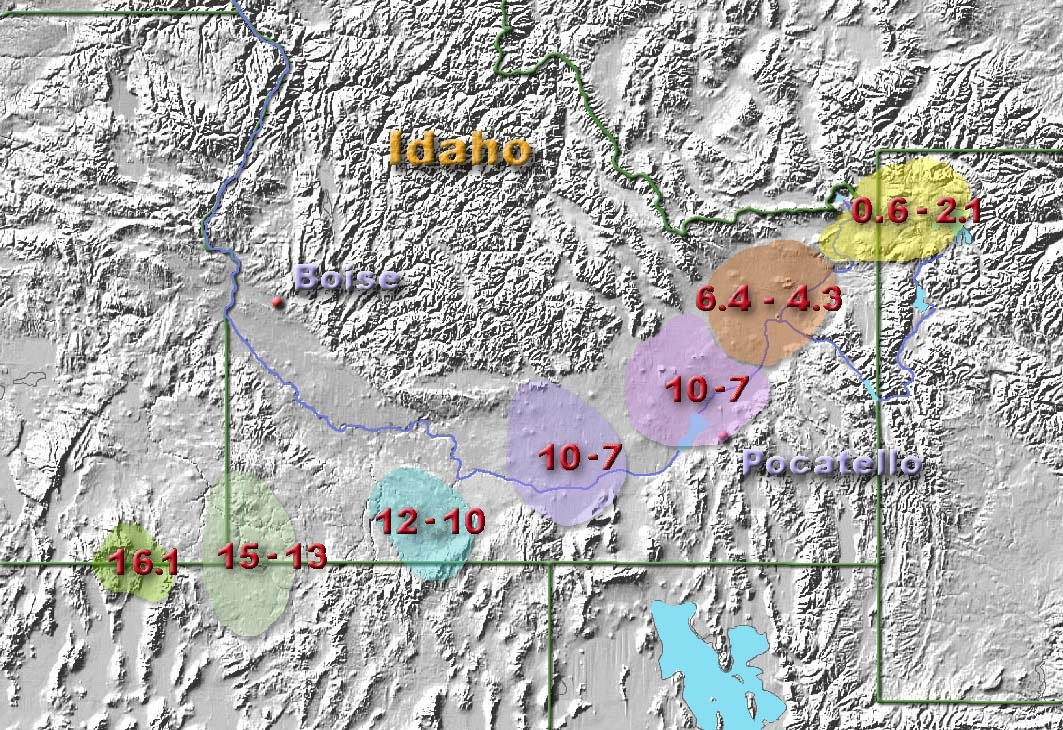
Posun místa za posledních 16 miliónů let

Proxy data teplot z Antarktidy z období za posledních 800 tisíc let neprokazují (s rozlišením lepším než 1000 let), že by nastala globální sopečná zima doprovázená globálním poklesem teplot.

Yellowstonská kaldera je sopečná kaldera a supervulkán v Yellowstonském národním parku, na severozápadě státu Wyoming v USA. Hlavní rysy kaldery měří asi 55 × 72 km.
Obrovská vulkanická struktura vznikla prostřednictvím posledních třech super-erupcí: Huckleberry Ridge Tuff (před 2,1 miliony let), Mesa Falls (před 1,3 miliony let) a Lava Creek (před 631 300 ± 4 300 lety).

## Historie
V 80. letech byla kaldera zmapována na základě leteckého snímkování NASA, kde její rozměr byl naměřen zhruba 45 × 85 km. Jedná se o činnou sopku, která za poslední dva miliony let několikrát vybuchla. Výbuch před přibližně 640 tisíci lety měl stupeň VEI 8. Asi se jednalo o dvojitý výbuch. Teplota vody se na jednom vzdáleném místě snížila o 3 °C. Aktivita je důsledkem rozlomení oceánské desky a jejího podsunutí pod americkou pevninu před přibližně 30 milióny let.

## Původ horké skvrny
Horká skvrna je místo v astenosféře (hloubka 80–220 km), kde se shromažďuje magma a stoupá vzhůru k zemskému povrchu. Nicméně zdroj této skvrny je stále nejasný. Někteří geovědci předpokládají, že yellowstonská horká skvrna je důsledkem lokální interakce mezi místními podmínkami v litosféře a plášťovou konvekcí ve svrchním zemském plášti. Jiná část odborníků se domnívá, že původ je naopak až ve spodním zemském plášti (plášťový chochol). V minulosti mohly být nedaleké trapy v povodí řeky Columbie součástí stejné horké skvrny. V období před 17–14 miliony let došlo v jejím povodí k rozsáhlému bazaltovému výlevu o objemu ~174 300 km³. Yellowstonská skvrna se neustále posouvá severovýchodním směrem, přičemž v době před 16 miliony let se nacházela ve stejném místě, kde se onen masivní výlev odehrál.
Alternativní teorie z roku 2018, navržená Virginskou polytechnickou univerzitou, s plášťovým chocholem nepočítá. Docentka geofyziky Ying Zhou dodává: „Neexistují důkazy o teplu proudícím ze zemského jádra, které by dodávalo energii sopce v Yellowstonu. Místo toho naše představa o podzemí ukazuje, že Yellowstonský vulkán vznikl v důsledku zanoření obrovské oceánské desky pod západní Spojené státy americké před 30 miliony let.“ V hloubce 400–650 km pod současnou kaskádovou linií sopek leží tedy abnormální podzemní struktura. Zanořená oceánská deska, zvaná Farallonská, se rozpadla na kusy, z nichž některé začaly klesat hlouběji do zemského pláště a vytlačovat horké horniny nahoru. Díky vzhůru proudící energii vznikly před 16 miliony let první vulkány.

## Potenciální hrozby
Yellowstonský supervulkán stále disponuje velkou magmatickou komorou, takže erupce v budoucnu by měly být teoreticky možné. Nicméně Americký úřad geologického průzkumu (USGC) výraznější erupci v dohledné době neočekává. Spíše počítá s hydrotermálními explozemi a se středně silnými až silnými zemětřeseními. V současné době je aktivita spíše na ústupu.

### Zemětřesení
Tektonické a sopečné pochody způsobí v oblasti zhruba 1–2 tis. otřesů za rok. Většina z nich je malá, zpravidla nedosahujíc více než 3,0 stupňů Richterovy stupnice. Příležitostně může dojít k nárůstu seismické činnosti. Například v roce 1985 se v průběhu několika měsíců zaznamenalo více než 3 tis. otřesů, přičemž v letech 1983–2008 vědci detekovali přes 70 menších zemětřesných rojů. USGC k tomu dodává, že jejich původ jsou tektonického původu (lokální zlomy) než pohybem magmatu.
V prosinci 2008 se situace opakovala. Pod severozápadním okrajem Yellowstonského jezera bylo během sedmi dnů zjištěno přes 500 otřesů a nejsilnější z nich měl 3,9 stupňů. Další zemětřesný roj se objevil o dva roky později v časovém rozmezí mezi zemětřesením na Haiti a zemětřesením v Chile. 30. března 2014 zasáhl národní park v Yellowstonu zemětřesení o síle 4,8 stupňů Richterovy stupnice, což je nejsilnější od února 1980. Během února 2018 se detekoval další roj s více než 300 otřesy.

## Kinematografie
- Supervulkán (2005) – dokumentární drama od britské BBC rekonstruuje průběh fiktivní erupce v blízké budoucnosti.
- 2012 (2009) – jedna z katastrof, jež se ve filmu od režiséra Rolanda Emmericha objeví, je právě erupce Yellowstonu ačkoliv její vyobrazení je zcela fiktivní a neodpovídá vědeckým poznatkům.